# Peter Schwartz (Journalist)

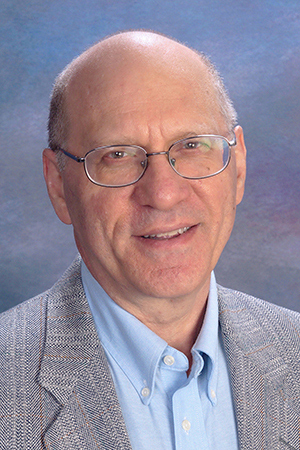
Peter Schwartz

Peter Schwartz (* 1949) ist ein US-amerikanischer Journalist. Er ist Vertreter des „Objektivismus“ der US-Autorin Ayn Rand.

## Leben
Peter Schwartz hat 1972 den Grad M.A. an der Syracuse University im Fach Journalismus erworben. Von 1979 bis 1991 war er Herausgeber der Zeitschrift The Intellectual Activist (TIA) und trug als Autor zu einer Reihe von Werken Rands bei, darunter zu The Voice of Reason und Return of the Primitive: The Anti-Industrial Revolution. Im Ayn Rand Institute nahm Schwartz die Funktion eines Vorsitzenden des "Board of Directors" wahr. Im Jahr 1985 -drei Jahre nach dem Tod von Ayn Rand- veröffentlichte Schwartz in seiner Zeitschrift eine Artikelserie (Mai, Juni und Dezember 1985) über die libertäre Bewegung, wofür er Kritik des libertären Walter Block erntete. In dem Sammelband The Voice of Reason erschien im Jahr 1989 eine Zusammenfassung unter dem Titel "Libertarianism: The Perversion of Liberty".
Im Jahr 2004 veröffentlichte Schwartz ein Buch zum Thema Außenpolitik unter dem Titel "The Foreign Policy of Self Interest: A Moral Ideal for America". In einer Presseerklärung nannte das Ayn Rand Institute das Buch von Schwartz ein "kompromissloses Manifest" für eine Außenpolitik, die sich ausschließlich am Eigeninteresse Amerikas orientieren soll. Wie sich eine Außenpolitik des Eigeninteresses in einer konkreten Situation anwenden lässt, hatte Schwartz im Juli 2003 am Beispiel von Liberia erläutert, wo er eine Intervention durch die USA ablehnte. Im März 2007 veröffentlichte das Ayn Rand Institute letztmals einen Aufsatz von Schwartz, wo er die Ungleichheit von Einkommen verteidigt.

## Veröffentlichungen
- The Foreign Policy of Self-Interest (2004), ISBN 9780962533662
- The Voice of Reason
- Return of the Primitive